# نابرابری اجتماعی

نقشه جهانی که فهرست کشورها بر پایه نابرابری تعدیل‌شده شاخص توسعه انسانی در سال ۲۰۲۲ را نشان می‌دهد. این شاخص سطح توسعه انسانی را زمانی نشان می‌دهد که نابرابری اقتصادی در نظر گرفته شود.

سهم جهانی ثروت بر اساس گروه ثروت، کردیت سوئیس، ۲۰۲۱

نابرابری اجتماعی (به انگلیسی: Social inequality) هنگامی اتفاق می‌افتد که منابع در یک جامعه معین به‌طور نابرابر توزیع می‌شوند، معمولاً از طریق هنجارهای تخصیص، الگوهای خاصی را در امتداد دسته‌های تعریف‌شده اجتماعی از افراد ایجاد می‌کند که این محدودیت جنسیتی بین افراد، دسترسی زنان به منابع را در جامعه محدود می‌کند. ترجیح تمایز دسترسی به کالاهای اجتماعی در جامعه ناشی از قدرت، مذهب، خویشاوندی، اعتبار، نژاد، قومیت، جنسیت، سن، گرایش جنسی و طبقه است. نابرابری اجتماعی معمولاً بر فقدان برابری نتیجه دلالت دارد ولی ممکن است به‌طور متناوب بر حسب فقدان برابری دسترسی به فرصت‌ها مفهوم‌سازی شود. این با نحوه ارائه نابرابری در سراسر اقتصادهای اجتماعی و حقوقی همراه است که در این مبنا مهارت دارند. حقوق اجتماعی شامل بازار کار، منبع درآمد، مراقبت‌های بهداشتی و آزادی بیان، آموزش، نمایندگی سیاسی و مشارکت است.
نابرابری اجتماعی با نابرابری اقتصادی مرتبط است که معمولاً بر اساس توزیع نابرابر درآمد یا ثروت توصیف می‌شود، یک نوع نابرابری اجتماعی است که اغلب مورد مطالعه قرار می‌گیرد. اگرچه رشته‌های اقتصاد و جامعه‌شناسی عموماً از رویکردهای نظری متفاوتی برای بررسی و توضیح نابرابری اقتصادی استفاده می‌کنند، هر دو حوزه به‌طور فعال در تحقیق این نابرابری درگیر هستند. با این حال، منابع اجتماعی و طبیعی غیر از منابع صرفاً اقتصادی نیز در اکثر جوامع به‌طور نابرابر توزیع شده‌اند و ممکن است به پایگاه اجتماعی کمک کنند. هنجارهای تخصیص نیز می‌تواند روی توزیع حقوق و امتیازات، قدرت اجتماعی، دسترسی به کالای عمومی مانند آموزش و پرورش یا نظام قضایی، کافی مسکن، حمل و نقل، اعتبار مالی و خدمات مالی مانند بانکداری و سایر کالاهای اجتماعی و خدمات اقتصادی اثر بگذارند.
بسیاری از جوامع در سرتاسر جهان ادعا می‌کنند که دارای نظام شایسته‌سالاری هستند - یعنی جوامع آنها منابع را منحصراً بر اساس شایستگی توزیع می‌کنند. اصطلاح «شایستگی» توسط مایکل یانگ در مقاله دیستوپیکی در سال ۱۹۵۸ «ظهور شایسته‌سالاری» برای بیان نارسایی‌های اجتماعی ابداع شد. او پیش‌بینی می‌کرد شایسته‌سالاری در جوامعی به وجود آید که نخبگان بر این باورند که آنها کاملاً بر اساس شایستگی موفق هستند، بنابراین استفاده از این اصطلاح به انگلیسی بدون معانی منفی طعنه‌آمیز است. یانگ نگران بود که نظام سه‌جانبه آموزش در بریتانیا در زمان نوشتن مقاله، شایستگی تلقی می‌شد. هوش و تلاش، صاحبان آن… در سنین پایین شناسایی و برای آموزش فشرده مناسب انتخاب شدند و اینکه وسواس کمی‌سازی، نمره‌گذاری آزمون و صلاحیت‌ها که از آن حمایت می‌کرد، نخبگان تحصیلکرده طبقه متوسط را به بهای تحصیل طبقه کارگر ایجاد می‌کرد که به ناچار منجر به بی‌عدالتی و در نهایت انقلاب می‌شد.
اگرچه شایستگی در بسیاری از جوامع تا حدی اهمیت دارد، پژوهش‌ها نشان می‌دهد که توزیع منابع در جوامع اغلب از دسته‌بندی‌های اجتماعی سلسله مراتبی افراد پیروی می‌کند تا حدی که نمی‌توان آنها را شایسته‌سالارانه نامید زیرا حتی هوش استثنایی، استعداد یا سایر اشکال شایستگی ممکن است جبران کننده آسیب‌های اجتماعی افراد نباشد. در بسیاری از موارد، نابرابری اجتماعی با نابرابری نژادی و قومی، نابرابری جنسیتی و سایر اشکال موقعیت اجتماعی مرتبط است و این اشکال می‌تواند با فساد مرتبط باشد. رایج‌ترین معیار برای مقایسه نابرابری اجتماعی در کشورهای مختلف، ضریب جینی است که غلظت ثروت و درآمد یک ملت را از ۰ (ثروت و درآمد به‌طور مساوی توزیع شده) تا ۱ (یک نفر دارای تمام ثروت و درآمد است) اندازه‌گیری می‌کند. دو کشور ممکن است ضرایب جینی یکسان داشته باشند اما به‌طور چشمگیری از نظر اقتصادی (بازده) یا کیفیت زندگی متفاوت باشند، بنابراین ضریب جینی باید زمینه‌سازی شود تا مقایسه‌های معناداری انجام شود.نابرابری اقتصادی به معنای توزیع ناعادلانه منابع و فرصت‌ها در جامعه است که می‌تواند تأثیرات منفی عمیقی بر تاب‌آوری افراد و جوامع داشته باشد..در سطح فردی، افرادی که در شرایط اقتصادی نامساعد قرار دارند، ممکن است با محدودیت‌های بیشتری در دسترسی به آموزش، بهداشت و فرصت‌های شغلی مواجه شوند..این موضوع می‌تواند منجر به کاهش اعتماد به نفس، احساس ناامیدی و در نهایت آسیب‌پذیری بیشتر در برابر بحران‌ها شود..در سطح اجتماعی، نابرابری اقتصادی می‌تواند باعث تضعیف همبستگی اجتماعی و افزایش تنش‌های اجتماعی گردد..جوامع با نابرابری بالا معمولاً با مشکلاتی نظیر جرم و جنایت، بی‌اعتمادی به نهادهای دولتی و کاهش مشارکت اجتماعی روبرو هستند..

## نابرابری و ایدئولوژی
پرسش‌های فلسفی دربارهٔ اخلاق اجتماعی و مطلوبیت یا اجتناب‌ناپذیری نابرابری در جوامع بشری، موجی از ایدئولوژی را برای پرداختن به چنین سؤالاتی به وجود آورده‌است. با نگاه به نابرابری موقعیت‌های موجود، ما منبع چگونگی افزایش نابرابری را شناسایی می‌کنیم و افزایش نحوه نگرش ما به زندگی را اثبات می‌کنیم. ما می‌توانیم این جنبه مهم را به گونه‌ای تعریف کنیم که این ایدئولوژی‌ها را بر اساس توجیه یا مشروعیت‌سازی نابرابری، طبقه‌بندی می‌کند و آن را مطلوب یا اجتناب‌ناپذیر می‌داند. یا اینکه برابری را مطلوب و نابرابری را به عنوان یکی از ویژگی‌های جامعه کاهش یا حذف می‌کنند. یک سر این پیوستار ایدئولوژیک را می‌توان فردگرایی دانست و سر دیگر را جمع‌گرایی. در جوامع غربی، سابقه طولانی در ارتباط با ایده مالکیت فردی دارایی و لیبرالیسم اقتصادی وجود دارد، اعتقاد ایدئولوژیک به سازماندهی اقتصاد بر اساس خطوط فردگرایانه به گونه‌ای که بیشترین تعداد ممکن تصمیمات اقتصادی توسط افراد گرفته می‌شود و نه نهادها یا سازمان‌های جمعی. به نظر لسه فر، ایدئولوژی‌های بازار آزاد - از جمله لیبرالیسم کلاسیک، نئولیبرالیسم و لیبرتاریانیسم راست- حول این ایده شکل می‌گیرند که نابرابری اجتماعی یک ویژگی «طبیعی» جوامع است، بنابراین اجتناب‌ناپذیر و در برخی از فلسفه‌ها حتی مطلوب است.

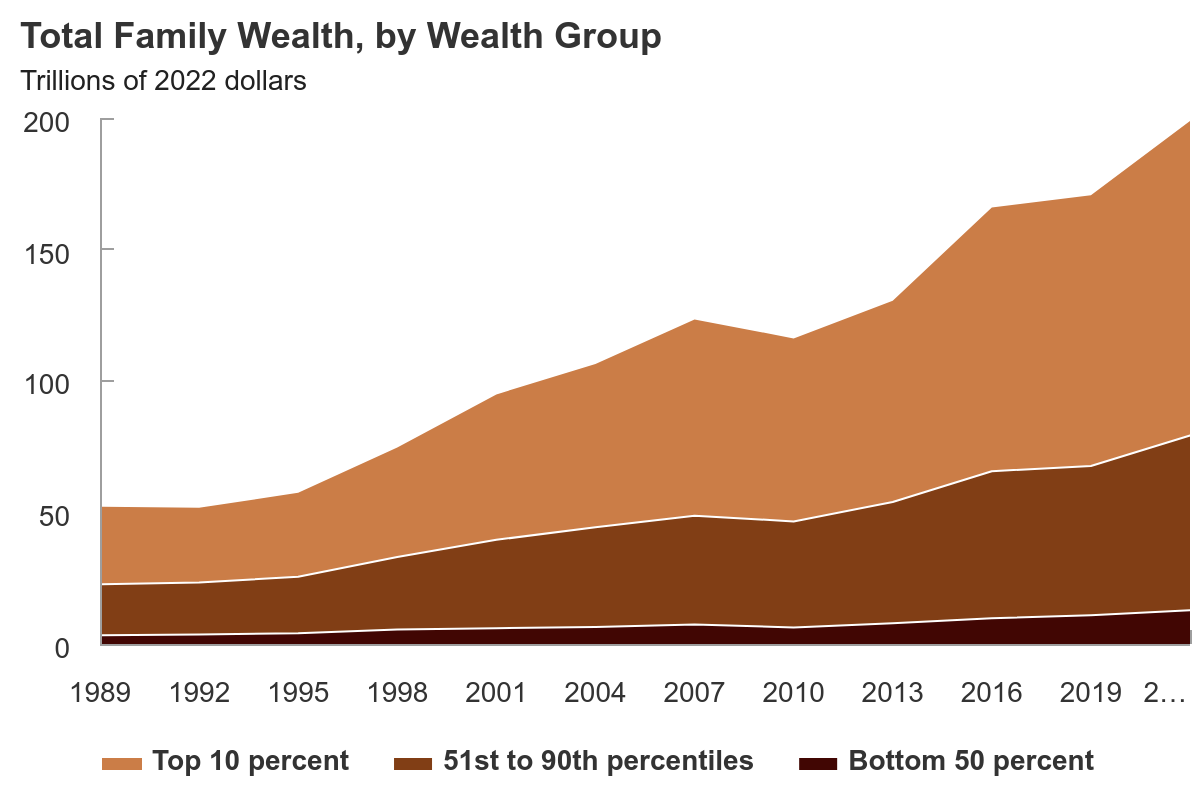
نابرابری ثروت در ایالات متحده از سال ۱۹۸۹ تا ۲۰۱۳ افزایش یافت.

نابرابری، کالاها و خدمات متفاوتی را برای عرضه در فضای باز بازار فراهم می‌کند، جاه‌طلبی را تحریک می‌نماید و انگیزه‌ای برای سخت‌کوشی و نوآوری فراهم می‌سازد. در انتهای دیگر این زنجیره، جمع‌گرایان به نظام‌های اقتصادی «بازار آزاد» اعتماد اندکی دارند و به عدم دسترسی گسترده گروه‌ها یا طبقات خاص افراد به هزینه‌های ورود به بازار اشاره می‌کنند. نابرابری‌های گسترده اغلب به تضاد و نارضایتی از نظم اجتماعی فعلی منجر می‌شود. چنین ایدئولوژی‌هایی عبارتند از فابیانیسم و سوسیالیسم. نابرابری، در این ایدئولوژی‌ها، باید از طریق مقررات جمعی کاهش یابد، حذف شود و یا تحت کنترل شدید قرار گیرد.
اگرچه بحث فوق به ایدئولوژی‌های خاص غربی محدود می‌شود ولی تفکر مشابهی را می‌توان از نظر تاریخی در جوامع مختلف در سراسر جهان یافت. در حالی که به‌طور کلی جوامع شرقی به جمع‌گرایی گرایش دارند لکن عناصر فردگرایی و سازماندهی بازار آزاد را می‌توان در مناطق و دوره‌های تاریخی خاص یافت. به عنوان مثال، جامعه کلاسیک چین در دودمان هان و دودمان تانگ، در حالی که به شدت در سلسله مراتب فشرده نابرابری افقی با نخبگان قدرت متمایز سازماندهی شده بود، عناصر زیادی از تجارت آزاد در میان مناطق و خرده فرهنگ‌های مختلف خود داشت.
تحرک اجتماعی حرکت در امتداد اقشار یا سلسله مراتب اجتماعی توسط افراد، گروه قومی یا ملت‌ها است. تغییری در سواد، توزیع درآمد، وضعیت تحصیلی و بهداشتی وجود دارد. حرکت می‌تواند عمودی یا افقی باشد.
- حرکت عمودی حرکت رو به بالا یا نزولی در طول اقشار اجتماعی است که در اثر تغییر شغل یا ازدواج رخ می‌دهد.
- حرکت افقی در امتداد سطوحی است که به‌طور مساوی رتبه‌بندی می‌شوند.
- تحرک درون نسلی یک تغییر موقعیت اجتماعی در یک نسل (در طول عمر) است. به عنوان مثال، شخصی از یک کارمند رده پایین در یک سازمان به مدیریت ارشد نقل مکان می‌کند. نهضت مدیریت مطلق جایی است که فرد نسبت به والدین خود جایگاه اجتماعی بهتری به دست می‌آورد و این می‌تواند به دلیل بهبود امنیت، توسعه اقتصادی و نظام آموزشی بهتر باشد.
- تحرک نسبی جایی است که از برخی افراد انتظار می‌رود جایگاه اجتماعی بالاتری نسبت به والدین خود داشته باشند.[۱۴]

امروزه، برخی باورمندند نابرابری اجتماعی اغلب باعث ایجاد تضاد سیاسی و اجماع فزاینده‌ای می‌شود که ساختارهای سیاسی راه‌حل این گونه درگیری‌ها را تعیین می‌کنند. تحت این خط فکری، نهادهای اجتماعی و سیاسی که به اندازه کافی طراحی شده‌اند، تضمین کننده عملکرد روان  بازارهای اقتصادی هستند، به گونه‌ای که ثبات سیاسی وجود داشته باشد تا چشم‌انداز بلندمدت را بهبود می‌بخشد، بهره‌وری نیروی کار و سرمایه را افزایش می‌دهد و بنابراین رشد اقتصادی را تحریک می‌کند. با رشد اقتصادی بالاتر، سود خالص در همه سطوح مثبت می‌شود و اصلاحات سیاسی پایدارتر است. این ممکن است توضیح دهد که چرا، در طول زمان، در جوامع برابرتر، عملکرد مالی بهتر است و باعث انباشت بیشتر سرمایه و رشد بیشتر می‌شود.

## نابرابری و طبقه اجتماعی

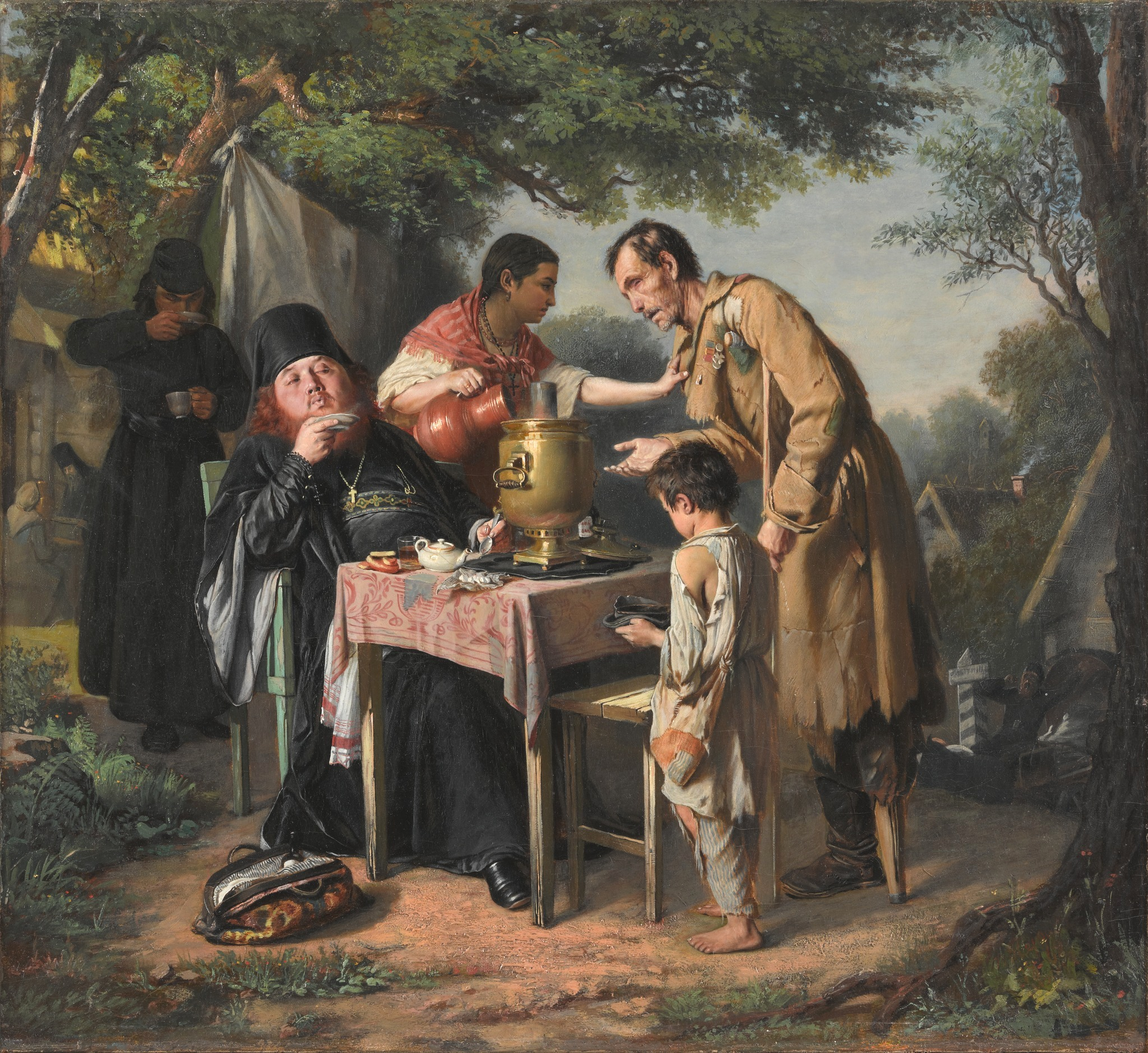
نقاشی ۱۸۶۲ اثر واسیلی پروف افراد فقیر را در ملاقات با مردی ثروتمند به تصویر می‌کشد.

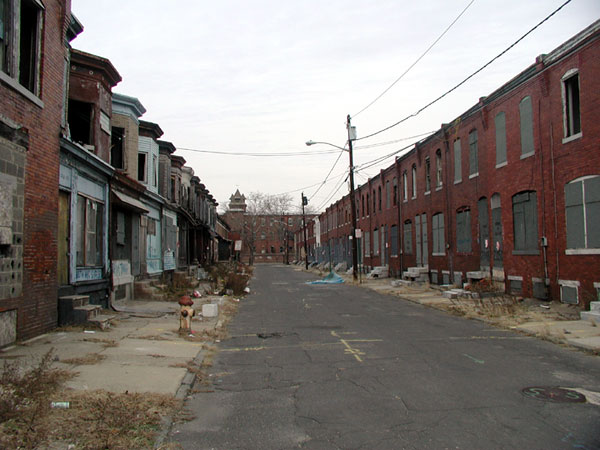
خیابان در کمدن، نیوجرسی که آشکار فروپاشی شهری

پایگاه اجتماعی - اقتصادی (SES) معیاری ترکیبی از مقایسه پایگاه اقتصادی و اجتماعی یک فرد یا خانواده در رابطه با دیگران، بر اساس درآمد، تحصیلات و شغل است.
اهمیت این امر شامل راه‌های مختلفی است که منابع تأثیرات متعددی بر تفسیر طبقات اجتماعی زنان و استفاده از آن در سراسر جامعه داشته است.

## الگوهای نابرابری در دنیای اقتصادی
تعدادی از ویژگی‌های اجتماعی تعریف شده افراد وجود دارد که به جایگاه اجتماعی و در نتیجه برابری یا نابرابری در یک جامعه کمک می‌کند. وقتی پژوهشگران از متغیرهای کمی مانند درآمد یا ثروت برای اندازه‌گیری نابرابری استفاده می‌کنند، در بررسی داده‌ها، الگوهایی پیدا می‌شود که نشان می‌دهد این متغیرهای اجتماعی دیگر به عنوان متغیر میانجی در درآمد یا ثروت نقش دارند. نابرابری‌های چشمگیری در درآمد و ثروت زمانی که دسته‌بندی‌های اجتماعی مشخصی از افراد با هم مقایسه می‌شوند، مشاهده می‌شود. از جمله فراگیرترین این متغیرها هستند جنس / جنسیت، نژاد، و قومیت به عنوان عوامل مهمی در جامعه نقش دارند زیرا بسیاری از بخش‌های اقتصاد را تشکیل می‌دهند و محدود می‌کنند. این بدان معنا نیست که در جوامعی که شایستگی به عنوان عامل اصلی تعیین‌کننده جایگاه یا رتبه فرد در نظم اجتماعی در نظر گرفته می‌شود، این شایستگی تأثیری بر تغییرات درآمد یا ثروت ندارد. می‌توان گفت این دیگر ویژگی‌های تعریف‌شده اجتماعی می‌توانند، و اغلب، در ارزش‌گذاری مداخله دارند.

### نابرابری جنسیتی
جنسیت به عنوان یک نابرابری اجتماعی به موجب آن با زنان و مردان به دلیل مردانگی و زنانگی با تقسیم کار، تعیین نقش‌ها و مسئولیت‌ها و تخصیص پاداش‌های اجتماعی متفاوت رفتار می‌شود. تعصب و تبعیض مبتنی بر جنس و جنسیت، که جنس‌گرایی نامیده می‌شوند، عوامل اصلی ایجاد نابرابری اجتماعی هستند. اکثر جوامع، حتی کشاورزی، مقداری تقسیم کار جنسی دارند و تقسیم کار مبتنی بر جنسیت تمایل دارد در طول صنعتی شدن افزایش یابد. تأکید بر نابرابری جنسیتی ناشی از تقسیم‌بندی عمیق در نقش جنسیتی است که به ویژه در حوزه‌های اقتصادی، سیاسی و آموزشی به مردان و زنان اختصاص داده شده‌است. زنان در فعالیت‌های سیاسی و فرآیندهای تصمیم‌گیری در اکثر ایالات هم در شمال جهانی و هم در جنوب جهانی کمتر حضور دارند.
بر اساس پژوهشی علمی در ایران، شكاف جنسيتي درآمد در همه‌ي طبقات اقتصادی و اقوام ایرانی به صورت معنی داری مشاهده می‌شود؛ بدين معنا كه درآمد زنان، هم در اقوام فارس و هم در اقوام غیرفارس كمتر از مردان است. علاوه بر اين، هويت قومي غيرفارس بودن باعث افزايش در اندازه شكاف جنسيتي درآمد مي‌شود؛ به عبارتي ديگر زن غيرفارس نسبت به زن فارس وضعيت بدتري از شكاف جنسيتي درآمد را تجربه مي‌كند. بيشترين اندازه شکاف جنسيتي درآمد را زنان متعلق به خانوارهای صدك‌هاي كم‌درآمد تجربه مي‌كنند؛ شکاف جنسيتي درآمد در طبقات ثروتمند جامعه، كمتر از طبقات فقير است؛ و كمترين ميزان تجربه شکاف جنسيتي درآمد نيز متعلق به صدك‌هاي مياني جامعه است. بر اساس اين مطالعه، سياست‌هايي كه به منظور مقابله با شكاف جنسيتي درآمد در جامعه اعمال مي‌شوند اگر همزمان به تنوع هويت‌هاي قومي موجود در كشور توجه نداشته باشند، سياست‌هاي موثري نخواهند بود. به عبارتي ديگر، سياستگذاران بايد بدين نكته توجه نمايند كه تجربه زنان از شکاف جنسيتي درآمد، در ميان اقوام گوناگونِ ايران متفاوت است. سياستگذاران بايد توجه دوچنداني به گروه‌هاي در حاشيه جامعه داشته باشند؛ زيرا بر اساس نتايج اين تحقيق، مشخص میشود كه از نظر تجربه‌ي نابرابري درآمدي در جامعه، و همچنين موانع موجود بر رشد و تحرك گروه‌هاي مختلف جامعه، «زنان غيرفارس» نسبت به «زنان فارس» و «مردان غيرفارس» و «مردان فارس» ، در وضعيت نامناسب‌تري قرار دارند؛ و در نتيجه، نياز بيشتري به حمايت و توجه دارند.

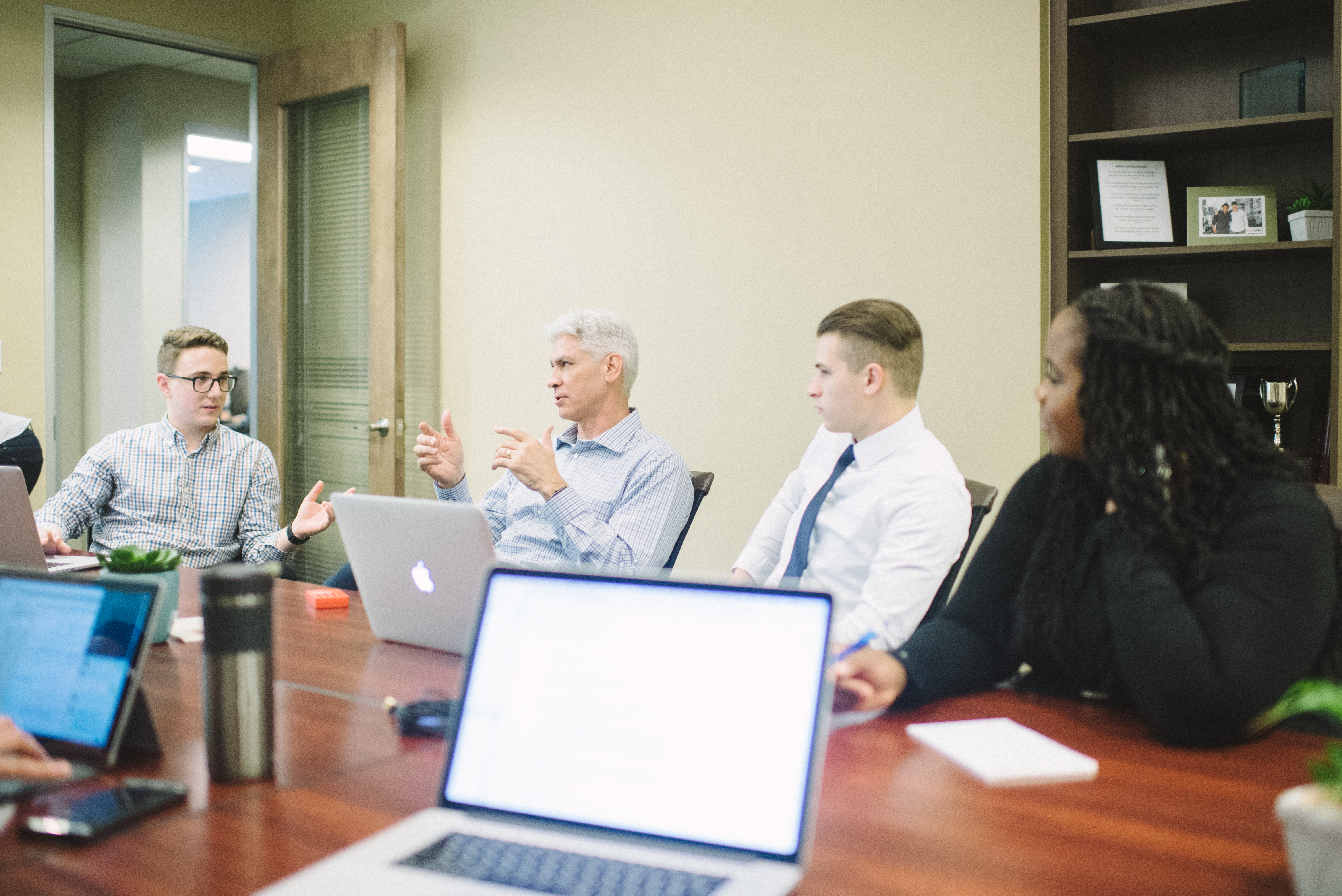
یک زن و سه مرد در یک جلسه کنفرانس نشسته‌اند.

### نابرابری در سلامت
نابرابری‌های سلامت را می‌توان به عنوان تفاوت در وضع سلامت یا در توزیع عوامل تعیین‌کننده سلامت بین گروه‌های مختلف جمعیت تعریف کرد.نابرابری دشمن سلامت است. تاب‌آوری در برابر نابرابری شکل  میگیرد،این مفهوم به‌ویژه در زمینه‌های اجتماعی، اقتصادی و زیست‌محیطی اهمیت دارد و بر لزوم برقراری عدالت اجتماعی تأکید می‌کند.

#### غذا
پژوهش‌های چشمگیری در سال‌های اخیر در مورد پدیده‌ای به نام صحراهای غذایی انجام شده‌است که در آن دسترسی کم به غذای تازه و سالم در یک محله منجر به انتخاب‌ها و گزینه‌های ضعیف مصرف‌کننده در مورد رژیم غذایی می‌شود. به‌طور گسترده‌ای تصور می‌شود بیابان‌های غذایی سهم چشمگیری در اپیدمی چاقی کودکان در ایالات متحده و بسیاری از کشورهای دیگر دارند. این ممکن است تأثیرات چشمگیری در سطح محلی و همچنین در زمینه‌های گسترده‌تر داشته باشد، مانند یونان، جایی که در سال‌های اخیر در نتیجه فقر افسارگسیخته و عدم دسترسی به غذاهای تازه، نرخ چاقی کودکان به شدت افزایش یافته‌است.